# Euglenes wollastoni
Euglenes wollastoni es una especie de coleóptero de la familia Aderidae.

## Distribución geográfica
Habita en las islas Canarias (España).